# جان إي. غولدستاين
جان إي. غولدستاين (بالإنجليزية: Jan E. Goldstein)‏ هي مؤرخة أمريكية، ولدت في 1946.